# 106 Dywizja Strzelecka (ZSRR)
106 Dywizja Strzelecka (ros. 106-я стрелковая дивизия) – związek taktyczny piechoty Armii Czerwonej.

## I formowanie
Dywizja sformowana 16 czerwca 1940 roku. W maju 1941 weszła w skład Odeskiego Okręgu Wojskowego.

## II formowanie
Powstała 28 września 1941 z przeformowania 106 Dywizji Pancernej. Uczestniczyła w kontrofensywie pod Jelnią. W październiku 1941 roku znalazła się w kotle w okolicach Wiaźmy, w którym została zniszczona. Oficjalnie rozformowana w dniu 27 grudnia 1941 roku.

## III formowanie
Sformowana w dniu 23 listopada 1942 z Zabajkalskiej Dywizji NKWD. Uczestniczyła w bitwie na łuku kurskim, operacji wiślańsko-odrzańskiej oraz berlińskiej. Rozformowana w 1945 roku.

### Struktura organizacyjna
- 397 Pułk Strzelecki
- 442 Pułk Strzelecki
- 534 Pułk Strzelecki
- 553 Pułk Strzelecki (do 03.07.1942)
- 201 dywizjon artylerii przeciwpancernej
- 430 bateria artylerii przeciwlotniczej (449 daplot)